# Mujeres guerreras en la literatura y en la cultura

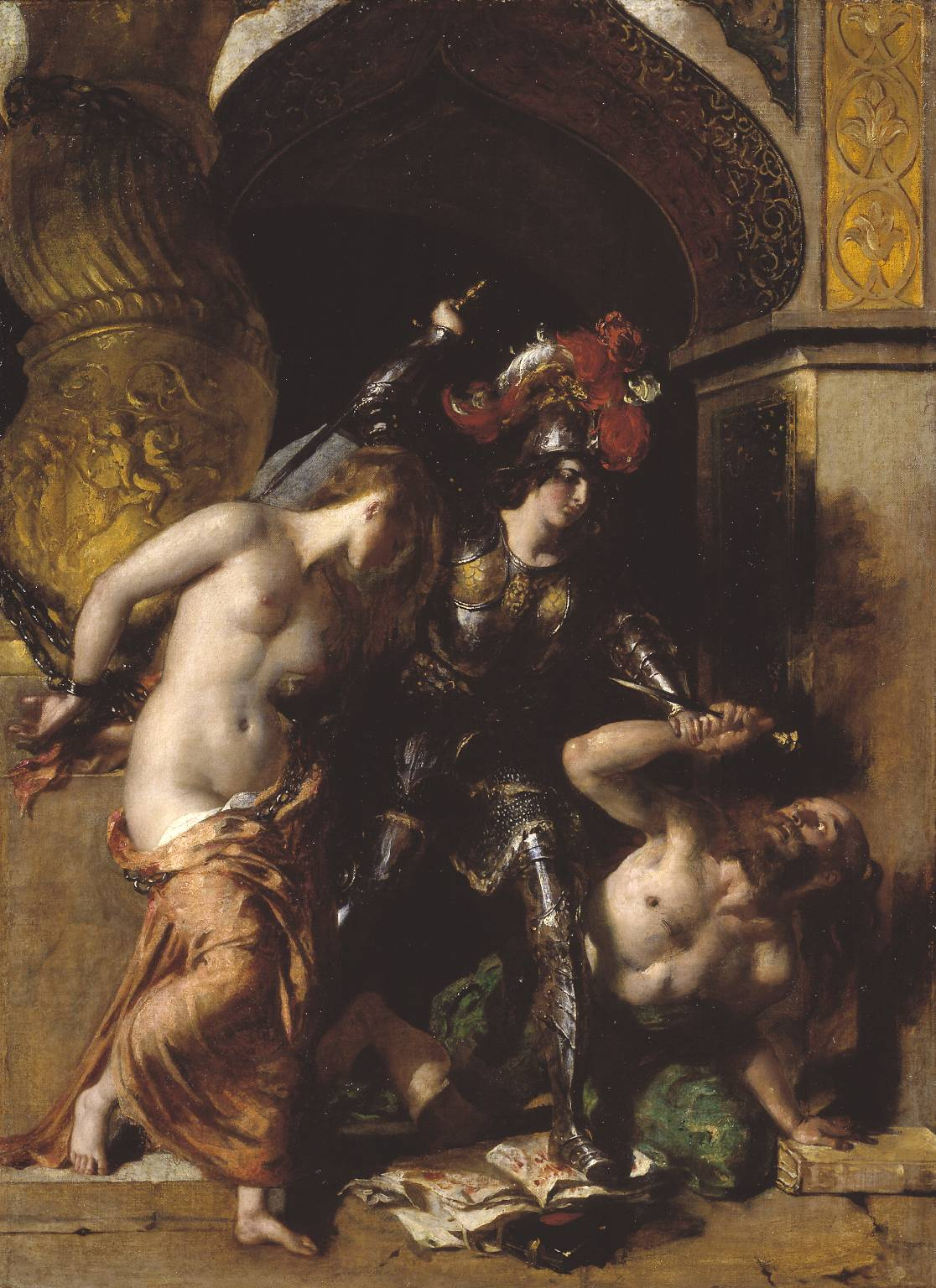
Britomart Redeems Faire Amoret (Britomartis redime al hada Amoret), William Etty (1833)

La forma en que son descritas las mujeres guerreras en la literatura y la cultura popular es un tema de estudio en historia, estudios literarios, estudios de películas, folclore y mitología, estudios de género, y estudios culturales. 
El estereotipo de la mujer guerrera se inspira en la mitología griega revisando el mito de las amazonas. Se caracteriza en términos generales por una mujer con personalidad fuerte e independiente, decidida a conseguir sus objetivos, situándose en el extremo opuesto a los roles a los que tradicionalmente les era asignado a las mujeres. La guerrera lucha en guerras o realiza arduos trabajos. Sus acciones suelen ocurrir en universos de fantasía heroica o de recreación histórica medieval épica en los que se aprecian sus dotes físicas.
La imagen de la guerrera es una representación arquetípica de un personaje femenino, a menudo de sangre real, con un carácter fuerte y valiente; cualidades que, según la concepción tradicional, pertenecen típicamente al género masculino. Es la representación antitética de la damisela en apuros. 

## Folclore y mitología

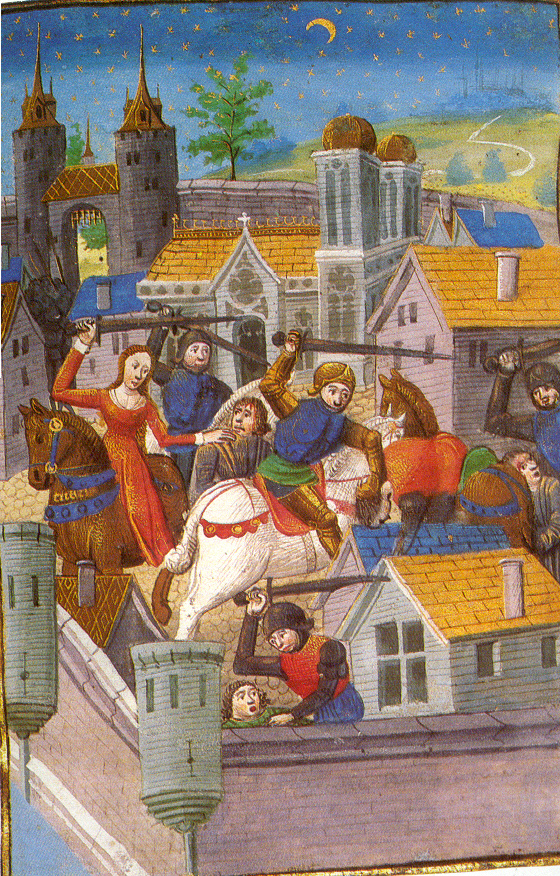
Mujeres medievales ayudan a defender la ciudad de un ataque.

En la mitología Hindú, Chitrāngadā, la mujer de Arjuna, era la comandante de los ejércitos de su padre.
Las Amazonas eran una tribu de mujeres guerreras en las leyendas griegas. "La amazona" se ha convertido en un epónimo para mujeres guerreras y atletas.
En la mitología británica, la Reina Cordelia luchó contra varios contendientes por su trono dirigiendo personalmente al ejército en sus batallas.
En su Mulierum virtutes (Sobre la valentía de las mujeres), el historiador grecorromano Plutarco describe cómo las mujeres de Argos lucharon en contra del Rey Cleómenes y los espartanos bajo la orden de Telesila en el siglo quinto a. C.

### Folclore de la India
Relatos sobre mujeres guerreras aparecen en el Ramayana (aprox. 500 a. C.) y en el Mahabharata (aprox. 400 a. C.). En la mitología hindú, Chitrāngadā, esposa de Arjuna, era la comandante de los ejércitos de su padre. Satyabhama era una esposa guerrera de Krisná que lideró un ejército contra Narakasura; era arquera y experta en tácticas militares. Shikhandini era una princesa que aprendió "arquería, artes marciales, técnicas de guerra" y luchó para vengarse a sí misma por errores pasados en otra vida; eventualmente se convierte en hombre (a través de una intervención sobrenatural). Kaikeyi era la esposa de un rey que conducía su carruaje a la batalla y que salvó su vida.

Otros ejemplos de mujeres guerreras en la India pueden verse en la escultura.

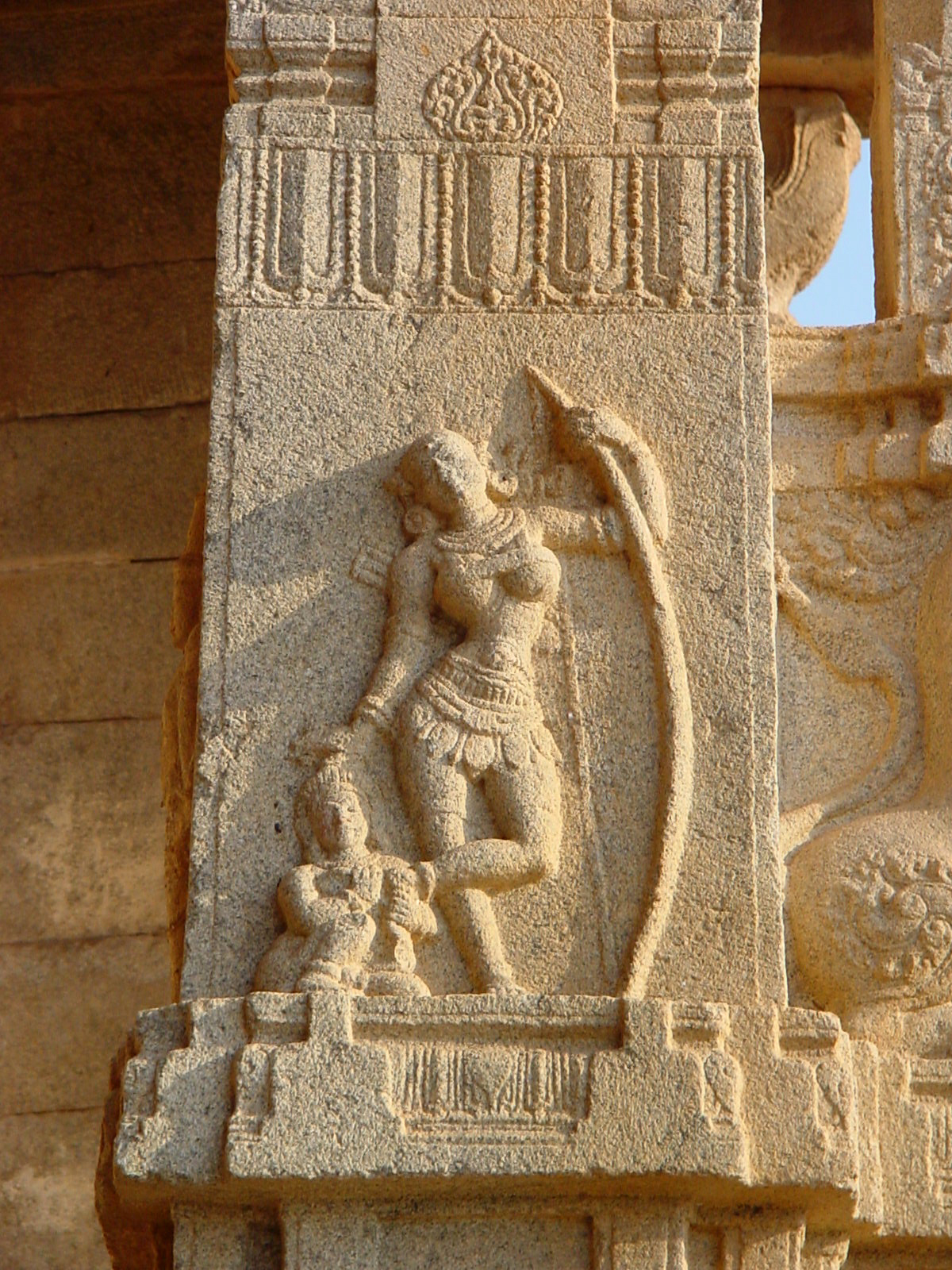
India, Templo de Bala Krishna en Hampi. Mujer con arco, un asistente le está sacando una espina del pie. Comienzos del s. XVI, d. de C.
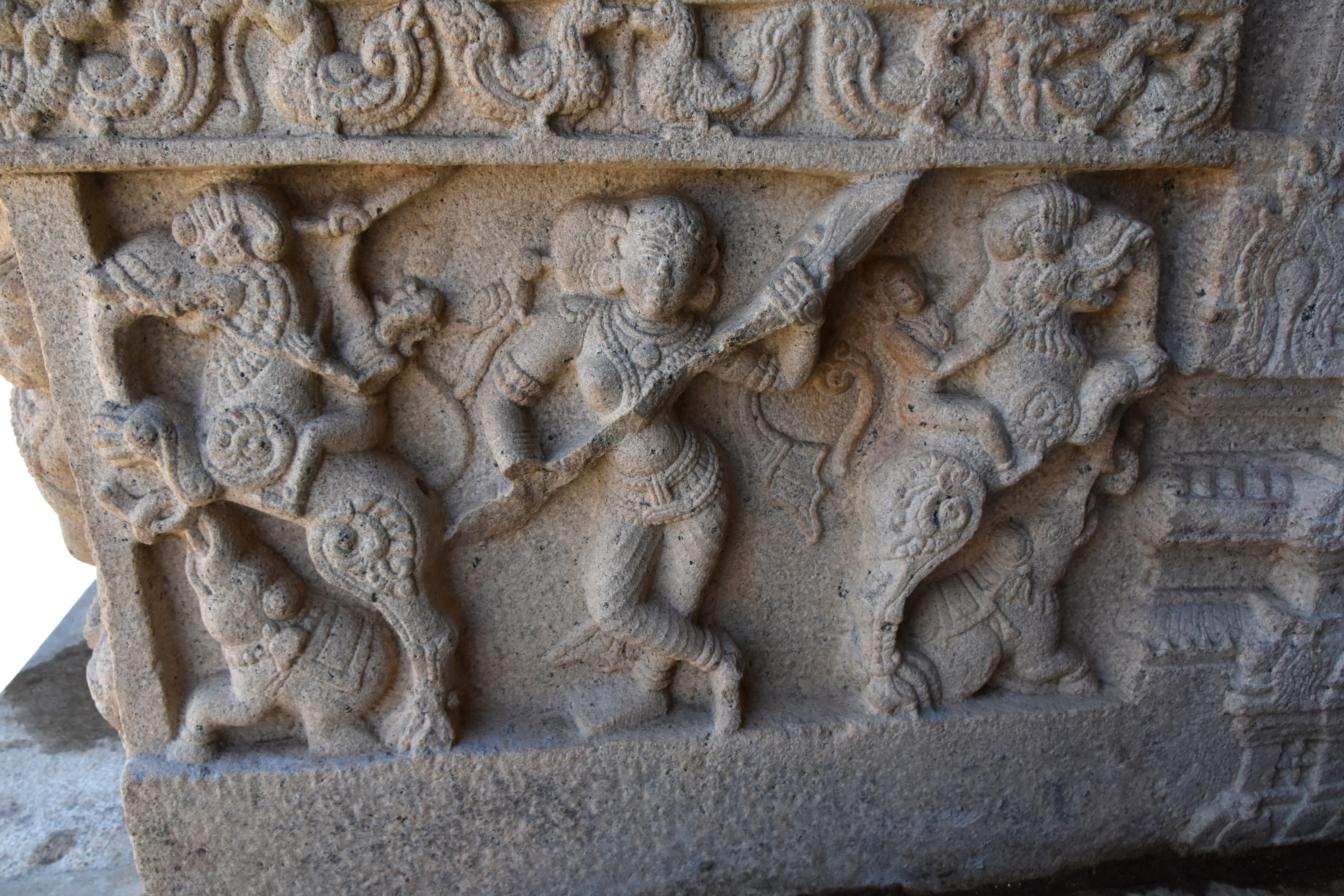
Srirangam, India. Escultura de mujer guerrera del periodo Vijayanagar period, s. XVI, sala Sesha Mandapa del Templo de Sri Ranganathaswamy.
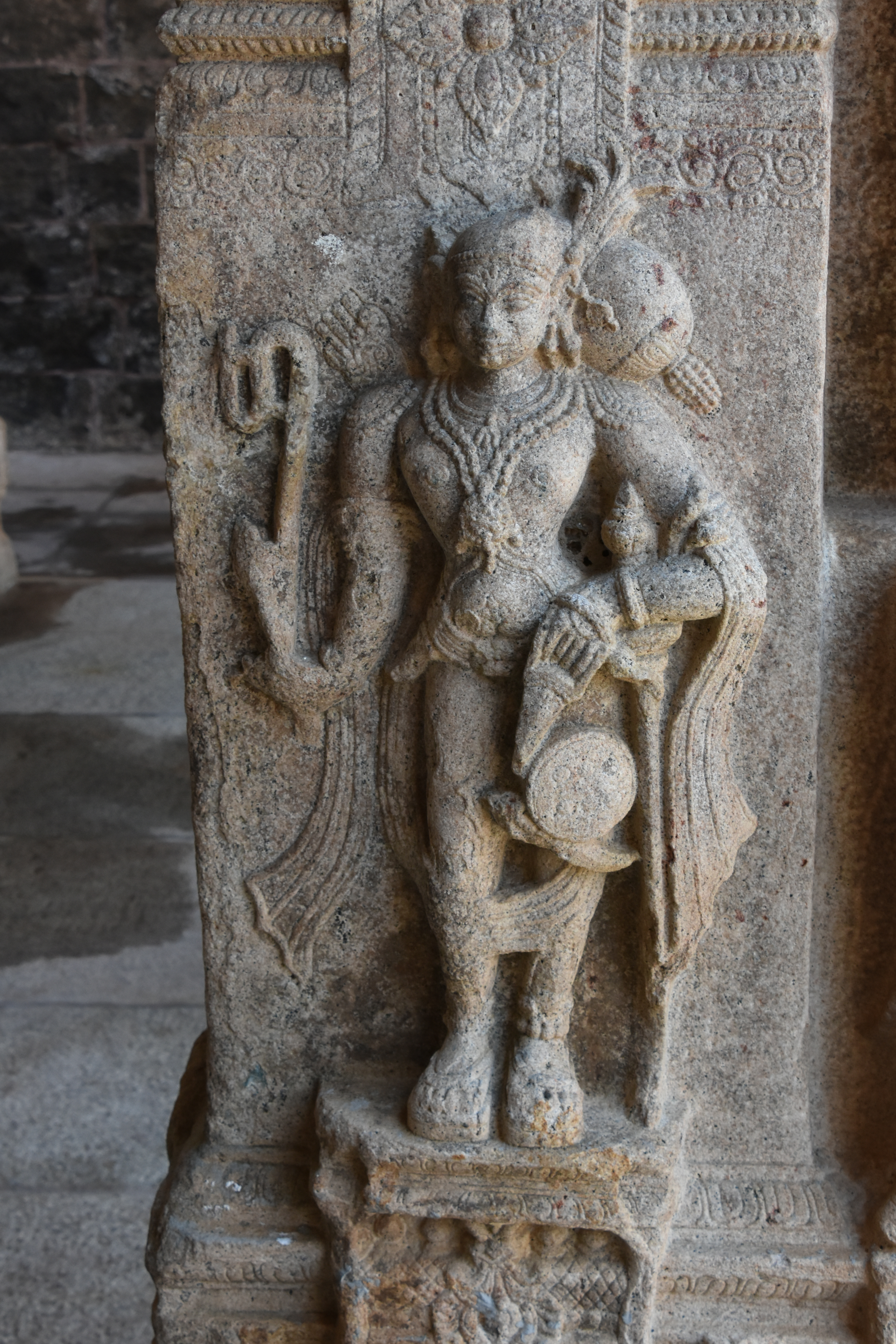
Escultura de mujer guerrera del periodo Vijayanagar, s. XVI, sala Sesha Mandapa del Templo Sri Ranganathaswamy.
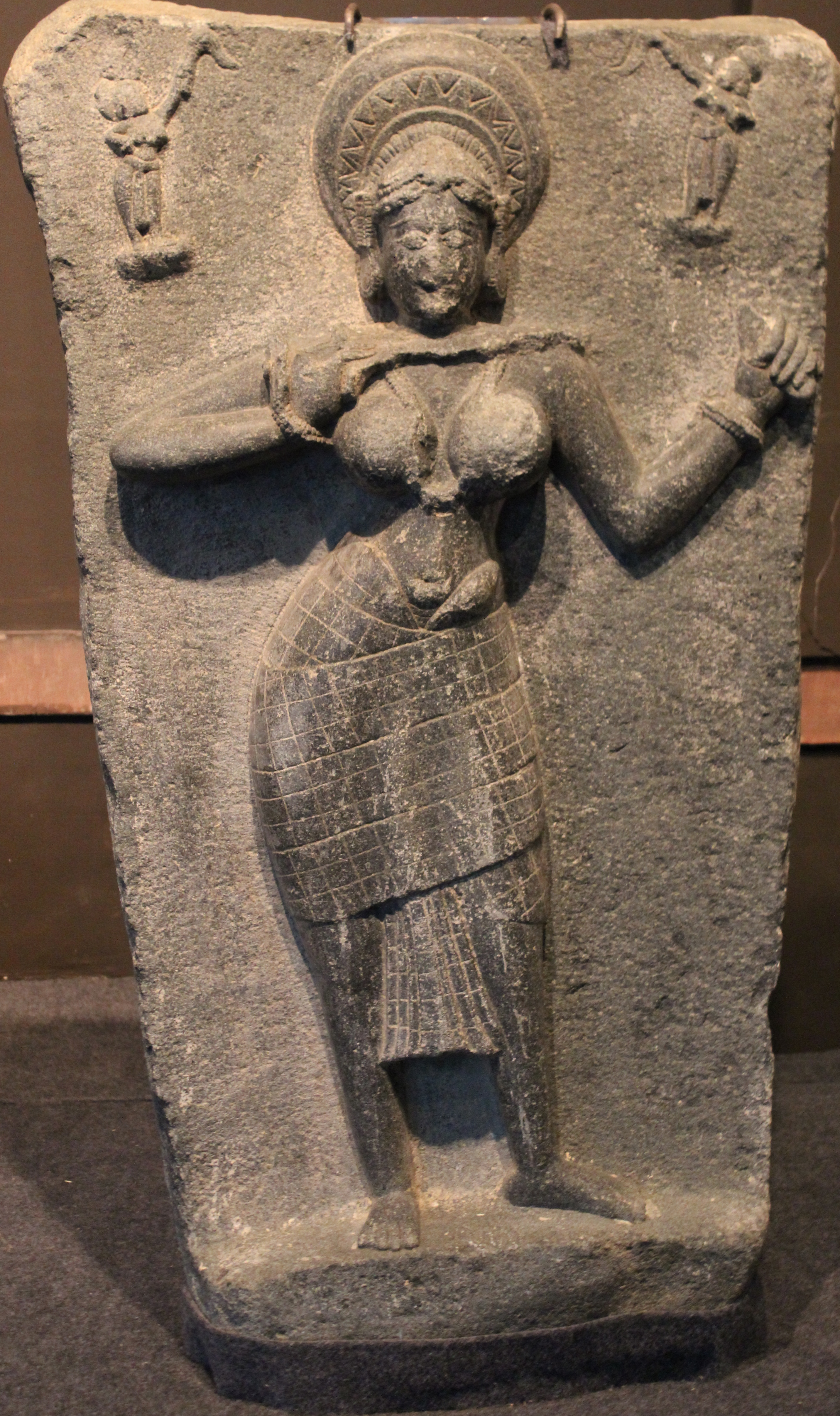
India. Una mujer guerrera se sacrifica, cortándose la garganta.

## Religión
Hind bint 'Utbah fue una mujer árabe de finales del siglo VI y principios del VII que se convirtió al islam. Participó en la batalla de Yarmuk en el año 636, luchando contra los romanos y animando a los soldados varones a que se le unieran.
Khawlah bint al-Azwar fue una destacada guerrera musulmana del siglo VII que comandó batallas en las actuales Siria, Jordania y Palestina.
Ghazala la jariyí también fue comandante en batalla, haciendo huir a famosos generales como al-Hayyach. Su valor ha sido ensalzado en poemas.
Juana de Arco fue una joven campesina del siglo XV considerada una heroína en Francia por su papel en la Guerra de los Cien Años. Juana de Arco afirmó que tenía una conexión con los santos Catalina, Margarita y el arcángel Miguel y que éstos se comunicaron con ella para decirle que se uniera al esfuerzo bélico de los franceses en 1429. Su esfuerzo en la batalla de Orleans en mayo de 1429 contribuyó a la retirada de los ingleses de la ciudad. Posteriormente fue canonizada como santa católica. En la cultura popular moderna, Juana de Arco ha sido representada muchas veces, entre otras en La Pasión de Juana de Arco (1928), una película muda histórica del director danés Carl Th. Dreyer. La película describe el juicio real de Juana de Arco hasta su ejecución en la hoguera.

## Literatura
Las mujeres guerreras tienen una larga historia en la ficción, donde a menudo tienen funciones más grandes que sus inspiraciones históricas. Entre ellas se encuentran "Gordafarid" (en persa: گردآفريد) en el poema antiguo épico persa El Shāhnāmeh, Delhemma en la literatura épica árabe, Mulán, y Camila en la Eneida, que fue probablemente el modelo para un grupo de mujeres guerreras presentes en las epopeyas del Renacimiento: Belphoebe y Britomartis en La Reina Hada de Edmund Spenser, Bradamante y Marfisa en Orlando Furioso, Clorinda y (a regañadientes) Erminia en Jerusalén liberada. Hay también un debate sobre si la madre de Grendel del poema británico altomedieval Beowulf era un monstruo o una mujer guerrera. Varias otras mujeres guerreras han aparecido en la literatura clásica.

### Cuentos populares y de hadas
En una leyenda china descrita por Gan Bao, una chica llamada Li Ji mata a una serpiente que había devorado a muchas doncellas de su pueblo (李寄斩蛇; Li Ji mata la Serpiente Gigante).
La narrativa de la mujer guerrera incluye a veces el motivo de travestirse o disfrazarse de hombre o de soldado varón. Estas historias pertenecen al ciclo de La Doncella Guerrera. Un ejemplo popular es la legendaria heroína Hua Mulan de la historia china. Los primeros registros de Mulan se remontan a la época de las Dinastías del Norte y del Sur de China (siglos IV a VI d. C.). En la balada, Mulan se disfraza de hombre y ocupa el lugar de su padre en la guerra para protegerlo. Desde que se escribió por primera vez, la historia original ha sido contada muchas veces por diferentes autores. Hua Mulan se popularizó aún más, especialmente en los Estados Unidos, gracias al largometraje Mulan, de Disney, de 1998.

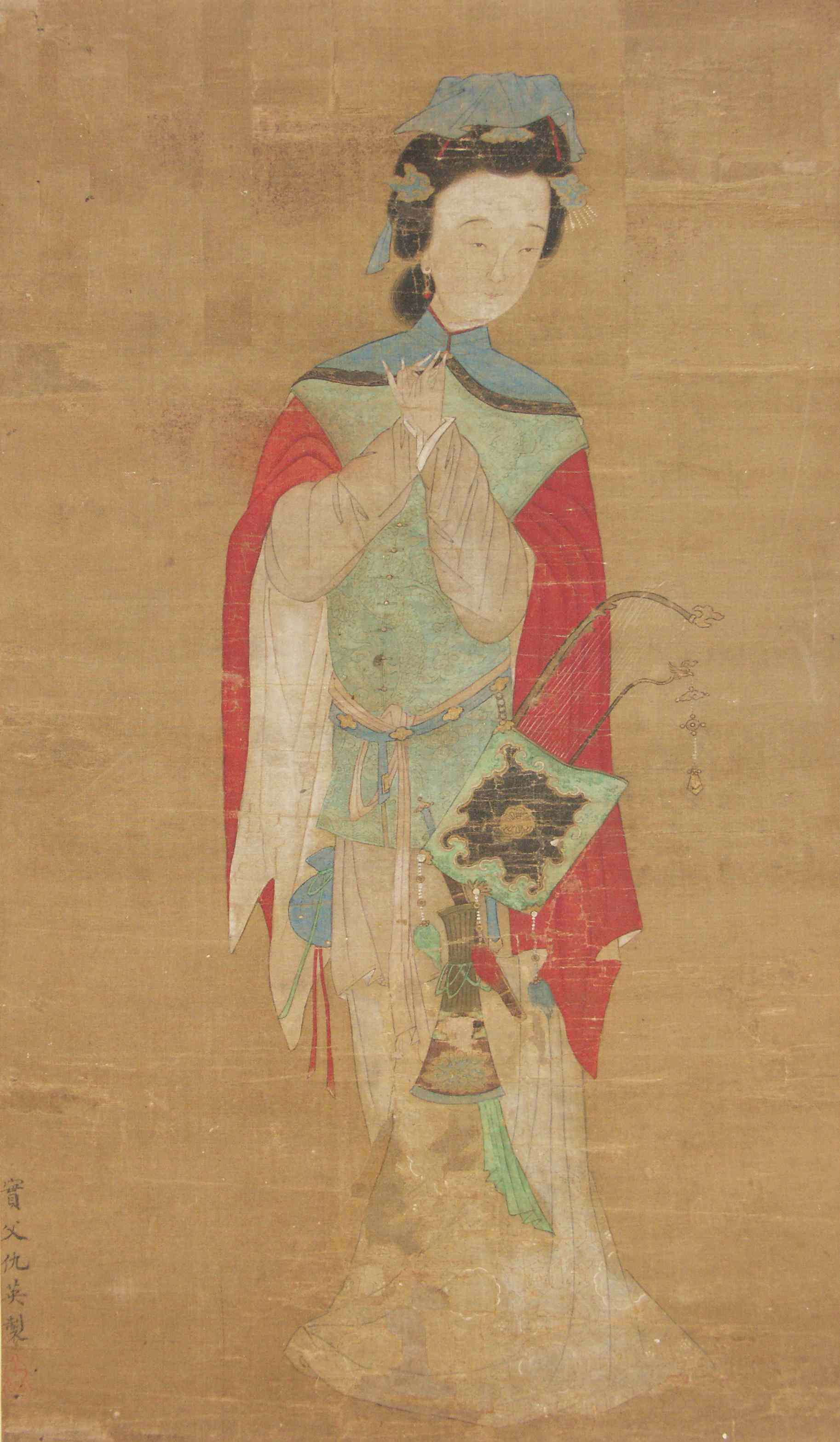
Retrato de Mulan,

En muchos casos, la doncella disfrazada entra al servicio de un rey y descubre la infidelidad de la reina. La reina es castigada y el rey se casa con la doncella guerrera. Un ejemplo es A afilhada de São Pedro ("La ahijada de San Pedro"), un cuento popular portugués recopilado por Consiglieri Pedroso. Estos cuentos están clasificados en el índice Aarne-Thompson-Uther como ATU 513, "Los compañeros extraordinarios" y subtipos, y ATU 514, "El cambio de sexo".
Otros cuentos de hadas incluyen:
- Belle-Belle ou Le Chevalier Fortuné (cuento de hadas literario francés de la Madame d'Aulnoy)
- Princesa Belle-Etoile (cuento de hadas literario francés de la Madame d'Aulnoy))
- Costanza/Costanzo (cuento de hadas literario italiano de Giovanni Francesco Straparola)
- Las tres coronas (cuento de hadas literario italiano de Giambattista Basile)
- Ileana Simziana (cuento de hadas rumano)
- Fanta-ghirò, Persona Bella (heroína de cuentos populares italianos) y su serie de películas
- Marya Morevna, la princesa guerrera del cuento Koschéi (cuento de hadas ruso)[19][20]
- La Princesa en variantes de Aarne–Thompson–Uther ATU 551, "El agua de la vida," donde el héroe busca un objeto de la princesa hada/guerrera (espejo, flor, fuente, etc.) y ella persigue al príncipe con su ejército.[21]
- El personaje femenino de los cuentos clasificados como ATU 519, "La mujer fuerte como novia (Brunhilda)"
- El héroe femenino del tipo de cuentos ATU 300, "El mata dragones", en variaciones de Latinoamérica[22]

## En el mundo moderno

### En el cine y televisión
La mujer guerrera forma parte de una larga tradición en muchas culturas diferentes, incluidas las películas de artes marciales chinas y japonesas, pero su alcance y atractivo para el público occidental es posiblemente mucho más reciente, coincidiendo con el gran aumento del número de superheroínas en los medios de comunicación estadounidenses desde 1990.: 136 : 25  Las películas han llevado a mujeres guerreras a la gran pantalla, como por ejemplo en Rey Arturo (película de 2004), en la que Keira Knightly interpreta a la heroína Ginebra, originalmente la esposa del Rey Arturo. En esta versión, Ginebra es representada como una guerrera de igual fuerza que sus homólogos masculinos.
Las mujeres guerreras también han aparecido frecuentemente en los últimos años, en parte debido a la popularidad de los cómics y las franquicias inspiradas en ellas, en particular las películas de Marvel Studios y las del DC Extended Universe. Personajes como la Capitana Marvel, la Avispa, la Viuda Negra y, más recientemente, Jane Foster, una iteración femenina del héroe Thor, fueron originalmente superheroínas en populares series de cómics. Desde entonces, estas heroínas han sido representadas en películas dirigidas por Marvel Studios y forman parte del Universo Cinematográfico Marvel.

## Aproximaciones feministas
El estereotipo de la "mujer masculina que actúa como un hombre" dentro de la cultura popular se ha ampliado activamente a partir de la década de 1970, debido en parte al desarrollo del movimiento feminista en todo occidente: la típica protagonista femenina que era una damisela pasiva e indefensa en apuros comenzó a declinar, asimilándose fuertemente a la idea de la necesidad de que se defienda como un hombre.
El estereotipo contemporáneo presenta a una mujer excepcional e independiente, que se esfuerza por alcanzar sus objetivos por sí sola, situándose así en la antítesis de los típicos roles creados dentro del modelo social patriarcal tradicional. Esta imagen también reverbera y puede utilizarse fácilmente en las obras artísticas del mundo moderno, siendo un ejemplo cinematográfico el subgénero de las chicas pistoleras.
A diferencia de otras imágenes de mujeres fuertes, como la femme fatale o la marimacho, la imagen de la doncella guerrera sigue existiendo en las obras de creación masculina, sin perder nada de su feminidad esencial. Además, la cultura de masas parece haber perdido por completo el ideal del amor cortesano medieval de la princesa que necesita ser salvada.
Así, mujeres guerreras han sido adoptadas como símbolo de empoderamiento feminista, enfatizando la agencia de las mujeres y su capacidad para el poder, en cambio del patrón común del victimismo femenino, representado en la idea de la "damisela en apuros".: 269 Académicos como Sherrie Inness en su libro Tough Girls: Women Warriors and Wonder Women in Popular Culture o Frances Early y Kathleen Kennedy en su libro Athena’s Daughters: Television’s New Women Warriors, por ejemplo, se centran en figuras como Xena, de la serie televisiva Xena: la princesa guerrera o Buffy Summers de Buffy the Vampire Slayer (quién ha inspirado el campo académico de estudios sobre Buffy), como ejemplos de esta idea.

### Violencia
Aunque existe una distinción entre la agresión positiva y la violencia, representaciones ficticias de la violencia femenina como las de la película Kill Bill siguen teniendo el poder de funcionar positivamente, equipando a las mujeres para situaciones de la vida real que requieren una agresión externa..: 108, 237  Más allá del nivel individual, las representaciones ficticias de violencia a manos de mujeres pueden ser una herramienta política para llamar la atención sobre problemas de violencia en el mundo real, como la violencia actual contra las mujeres indígenas. Otros autores y autoras afirman que la idea de una heroína violenta socava la ética feminista contra la violencia masculina, incluso cuando se postula como en defensa de las mujeres, por ejemplo en películas como Hard Candy.: 269 La película de 2020 Promising Young Woman también explora la idea de una mujer guerrera que lucha contra la desigualdad sexual mortal, utilizando violencia pasiva o activa con el fin de restaurar algún sentido de justicia en un mundo sesgado hacia la simpatía por hombres sexualmente violentos. A menudo, la violencia es solo implícita, o corresponde solo a amenazas, y existe en yuxtaposición a la paleta de colores pastel de la fotografía de la película y a su estética estereotípicamente femenina.

## Personajes representativos

### Cómics
- Kriss de Valnor en los cómics de Thorgal.
- Red Sonja o Sonia la Roja: guerrera amazona pelirroja, creada por autores que retomaron la obra de Robert E. Howard. Se convierte, en los cómics publicados por Marvel, en el equivalente femenino de Conan el Bárbaro.
- Sheena, reina de la selva, personaje de cómics, equivalente femenino de Tarzán.
- La Mujer Maravilla: personaje de DC Comics, hija de la reina de las amazonas Hipólita y arquetipo de la superheroína.
- Otros personajes en los cómics, como Elektra, Supergirl, She-Hulk, Miss Marvel, Power Girl, Hit-Girl, etc.
- En el manga One Piece, existe una isla llamada Amazone Lilly habitada exclusivamente por mujeres y en la que todo hombre que entre será ejecutado.

### Cine y televisión
- Alice Abernathy en las películas de la franquicia Resident Evil
- Selene en la saga Underworld
- Barbarella: protagonizada por la actriz Jane Fonda y que retoma las tesis feministas, la película es curiosamente una extraña sucesión de situaciones machistas, que ilustran el mecanismo desencadenado por la revolución sexual asociada a la libertad de expresión.
- Buffy Summers en la serie Buffy la cazavampiros, una joven de secundaria a la que se le ha otorgado el poder y la tarea de luchar contra vampiros y demonios
- Ellen Ripley en la saga Alien
- Sarah Connor en la saga Terminator
- Lara Croft en las películas de la franquicia Tomb Raider
- Lexa en la serie de televisión Los 100
- Sarah Walker de la serie de televisión Chuck.
- Xena, la princesa guerrera, heroína de la serie de televisión neozelandesa del mismo nombre

### Videojuegos
- En el videojuego Diablo II, uno de los avatares jugables, «amazona», es una guerrera especializada en combates con arco y lanza,
- Las guerreras Gerudo, tribu a la que pertenece el antagonista, Ganon, que aparecen en los videojuegos Ocarina of Time y Majora's Mask de la serie The Legend of Zelda
- Lara Croft de la serie de videojuegos Tomb Raider.
- Samus Aran en la serie de videojuegos Metroid.
- Bayonetta
- Aloy en la saga Horizon Zero Dawn
- Kat de Gravity Rush
- Ellie y Abby Anderson de The lasf of us

### Mitología
- La diosa guerrera sumeria Inanna y la diosa del inframundo Allat.
- La Ishtar babilónica, uno de sus epítetos era "la guerrera."
- La diosa hindú Durgā.
- Atenea, la Minerva romana, Belona.
- Las egipcias Anat y Sekhmet.
- Las irlandesas Badb, Macha y Mórrígan.
- La escandinava Freyja.
- La iránica Anahita.
- La griega Enio, furibunda compañera de Ares, y hermana de Apolo, y Artemisa.
- Atalanta
- Las Valquirias del folclore nórdico.
- Ixchel, representada con la boca abierta, lo que indicaría canibalismo.

### Literatura
- Camila, personaje de la Eneida, reina de los volscos y aliada de Turno, rey de los rútulos. Es asesinada en la batalla por Arunte.
- Brunilda, personaje del Cantar de los Nibelungos, ha prometido casarse sólo con quien que logre vencerla en la batalla.
- Scáthach ("Ombrosa") heroína del Ciclo del Úlster en la mitología irlandesa.
- Bradamante, personaje del ciclo carolingio.
- Marfisa, personaje del Orlando Innamorato de Matteo Maria Boiardo y del Orlando furioso de Ludovico Ariosto
- Clorinda, personaje de la Jerusalén Liberada de Torquato Tasso.
- Britomartis, personaje de La Reina Hada de Edmund Spenser.
- Toda la ópera La valquiria de Richard Wagner y centrada en la figura de la mujer guerrera.
- Hua Mulan
- Yde, protagonista del cantar de gesta Yde et Olive. Se disfraza con ropa masculina para escapar de su incestuoso padre, se convierte en caballero y finalmente es transformada por un ángel en hombre.
- Éowyn, personaje de El señor de los anillos de J.R.R. Tolkien.
- Oscar François de Jarjayes, personaje de La rosa de Versalles de Riyoko Ikeda
- Margaret de Urbs, alias La Llama Negra, en la primera parte (Dawn of Flame) de la novela postapocalíptica de Stanley G. Weinbaum, La llama negra, donde se establece un paralelismo entre este personaje y la reina guerrera Semiramis. Esta novela inspiró los movimientos feministas estadounidenses
- Todos los personajes femeninos (p. ej., Rachilde, Isolda, Adalberte, Helga) de los "romances ginárquicos" de Faustine Flauberge.

### Personajes históricos
- La reina jonia de Caria Artemisia I, que acompañó a Jerjes en su campaña contra los griegos y ocupó una posición de mando durante la batalla de Salamina. Se cree que fue por ella que el persa pronunció la frase: mis hombres se han convertido en mujeres, mientras que las mujeres son como los hombres.
- En su obra Sobre el valor de las mujeres, el historiador grecorromano Plutarco describe cómo las mujeres de Argos lucharon contra el rey Cleómenes I y los espartanos bajo el mando de la poetisa Telesila en el año 510 a. C.[35][36]
- Las amazonas eran supuestamente toda una tribu, o incluso un pueblo según algunos, de mujeres guerreras que vivieron en el periodo más arcaico de la historia griega (antes de la guerra de Troya). Su nombre, junto con el de sus reinas, se ha convertido en un epónimo de mujer masculina, fuerte y atlética.
- Arpálice, una de las hijas de Arpálico, rey de los aminianos en Tracia; al quedar huérfana de madre a una edad temprana, fue criada por su padre con leche de vaca y de yegua, y entrenada como un varón. Tras la muerte de su padre, se fue a vivir al bosque y se convirtió en bandolera: era tan rápida corriendo que los caballos no podían seguirla.
- En la mitología británica, la reina Cordelia derrotó a varios pretendientes al trono y lideró al ejército directamente a la batalla.
- La reina británica Boudica y la reina Gwendolen
- Las hermanas vietnamitas Trung (12-43) que dirigieron la campaña de liberación nacional contra los chinos.
- Ejemplos de mujeres gladiadoras.
- La reina de Palmira, Zenobia, que combatió contra el imperio romano.
- La princesa china Zhao de Pingyang (598-623), que reunió y comandó un ejército a la batalla.
- Sajah bint Al-Harith ibn Suayd, según la tradición islámica una falsa profetisa y líder militar del siglo VII.
- Ethelfleda, la hija de Alfredo el Grande.
- La reina Tomiris de los masagetas.
- Juana de Arco.
- La princesa musulmana nigeriana Amina de Zaria.
- Catalina Sforza, que dirigió la defensa de Forli contra las fuerzas de César Borgia.
- Cia Ordelaffi, noble italiana.
- La princesa mongola Mandukhai Khatun.
- Las onna-musha, mujeres samurái, y las Kunoichi, mujeres ninja.
- Tomoe Gozen (1157? – 1247) la única onna-musha descrita en la literatura épica de la tradición samurái.
- Nakano Takeko (1847–1868), onna-musha del dominio Aizu.
- Stamira (antes de 1173-1174), mujer que se opuso al emperador Federico I de Hohenstaufen, conocido como Barbarroja.
- La cosaca Alena (Alyona) Arzamasskaya-Temnikovsky.
- Nadezhda Dúrova, primera mujer oficial del ejército ruso.
- María Bochkariova,  comandante militar rusa de los batallones de la muerte de mujeres.
- Varios hallazgos de mujeres nórdicas sepultadas con armas.[37]
- Céleste Bulkeley, combatiente vandeana, miembro del ejército de Charette durante la Guerra de la Vendée.
- Marie-Jeanne Schellinck, personalidad militar entre 1792 y 1808.
- Marie-Thérèse Figueur, célebre soldado francesa entre 1793 y 1815.
- Renée Bordereau, combatiente francesa en las Guerras de la Vendée.
- Eugénie Renique (1780-1836), famosa amazona, amante del mariscal Masséna, recorriendo los campos de batalla en su compañía.

### Política
- Guardia Amazónica

## Lectura adicional
- Álvarez, Maria. "Feminist icon in a catsuit (female lead character Emma Peel in defunct 1960s UK TV series The Avengers)", New Statesman, 14 de agosto de 1998.
- Au, Wagner James. "Supercop as Woman Warrior." Salon.com.
- Barr, Marleen S. Future Females, the Next Generation: New Voices and Velocities in Feminist Science Fiction Criticism.  Lanham, Md.: Rowman & Littlefield, 2000.
- Davis-Kimball, Jeannine. Warrior Women: An Archaeologist's Search for History's Hidden Heroines. New York: Warner Books, 2001.
- Deuber-Mankowsky, Astrid and Dominic J. Bonfiglio (Translator). Lara Croft: Cyber Heroine. Minneapolis: University Of Minnesota Press, 2005.
- Early, Frances and Kathleen Kennedy, Athena's Daughters: Television's New Women Warriors, Syracuse University Press, 2003.
- Espinel Souares, Anastassia. "Leyendas de mujeres guerreras. Bogotá, Panamericana, 2015, ISBN 9789583049729

Garner, Jack. "Strong women can be heroes, too."  Democrat and Chronicle. 15 de junio de 2001.
- Heinecken, Dawn. Warrior Women of Television: A Feminist Cultural Analysis of the New Female Body in Popular Media, New York: P. Lang, 2003.
- Hopkins, Susan, Girl Heroes: the New Force in Popular Culture, Pluto Press Australia, 2002.
- Inness, Sherrie A. (ed.) Action Chicks: New Images of Tough Women in Popular Culture, Palgrave Macmillan, 2004.
- Inness, Sherrie A. Tough Girls: Women Warriors and Wonder Women in Popular Culture. Philadelphia: University of Pennsylvania Press, 1999.
- Karlyn, Kathleen Rowe. "Scream, Popular Culture, and Feminism's Third Wave: 'I'm Not My Mother'. Genders: Presenting Innovative Work in the Arts, Humanities, and Social Sciences No. 38 (2003).
- Karras, Irene. "The Third Wave's Final Girl: Buffy the Vampire Slayer." thirdspace 1:2 (March 2002).
- Kennedy, Helen W. "Lara Croft: Feminist Icon or Cyberbimbo?: On the Limits of Textual Analysis". Game Studies: The International Journal of Computer Game Research. 2:2 (December, 2002).
- Kim, L. S. "Making women warriors: a transnational reading of Asian female action heroes in Crouching Tiger, Hidden Dragon." Jump Cut: A Review of Contemporary Media. No. 48, Winter, 2006.
- Kingston, Maxine Hong. The Woman Warrior: Memoirs of a Girlhood Among Ghosts. New York: Vintage, 1975.
- Magoulick, Mary. "[http://www.blackwell-synergy.com/action/showFullText?submitFullText=Full+Text+HTML&doi=10.1111%2Fj.1540-5931.2006.00326.x (enlace roto disponible en Internet Archive; véase el historial, la primera versión y la última). Frustrating Female Heroism: Mixed Messages in Xena, Nikita, and Buffy]." The Journal of Popular Culture, Volume 39 Issue 5 (October 2006).
- Mainon, Dominique. The Modern Amazons: Warrior Women on Screen. Pompton Plains, N.J. : Limelight Editions, 2006.
- McDougall, Sophia (15 de agosto de 2013) "I hate Strong Female Characters ." The New Statesman. (Retrieved 8-24-13.)
- Osgerby, Bill, Anna Gough-Yates, and Marianne Wells. Action TV: Tough-Guys, Smooth Operators and Foxy Chicks.  London: Routledge, 2001.
- Rowland, Robin. "Warrior queens and blind critics." Canadian Broadcasting Corporation. 31 de julio de 2004.
- Spicuzza, Mary. "Butt-Kicking Babes." AlterNet. 27 de marzo de 2001.
- Tasker, Yvonne. Action and Adventure Cinema.  New York: Routledge, 2004.
- Tasker, Yvonne.Working Girls: Gender and Sexuality in Popular Culture. London: Routledge 1998
- Tasker, Yvonne.Spectacular Bodies: Gender, Genre, and the Action Cinema. London and New York: Routledge, 1993.
- Trickey, Helyn. "Girls with Gauntlets." Turner Network Television.
- Ventura, Michael. "Warrior Women." Psychology Today. Nov/Dec 1998. 31 (6).